# 125

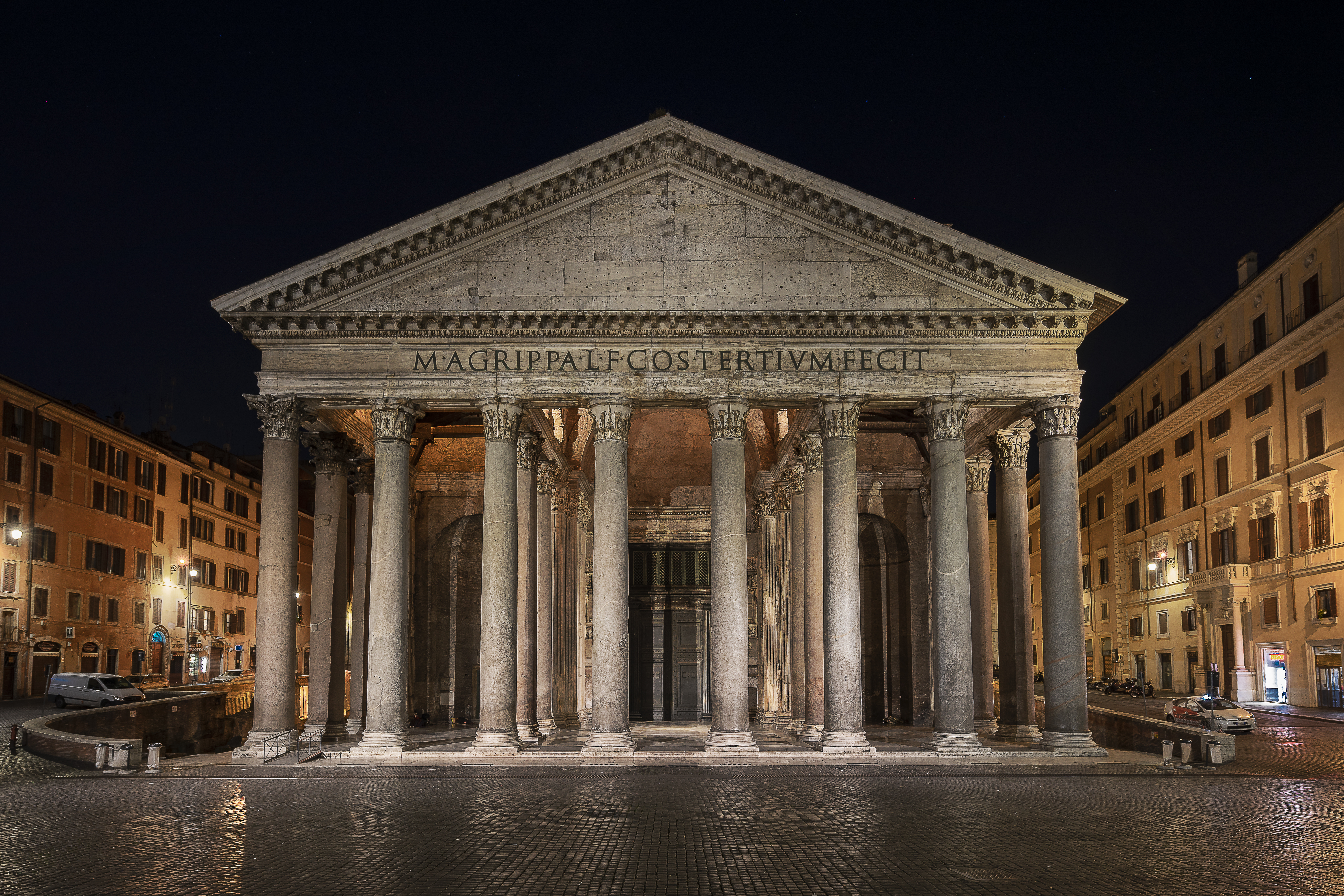
Het Pantheon in Rome

Het jaar 125 is het 25e jaar in de 2e eeuw volgens de christelijke jaartelling.

## Gebeurtenissen

### Italië
- In Rome wordt het Pantheon voltooid en door keizer Hadrianus ingewijd.
- Telesforus (125 - 136) volgt Sixtus I op als de achtste paus van Rome en voert de Vastentijd in.

### Europa
- Hadrianus geeft opdracht om Hadrianopolis te herbouwen en maakt het tot hoofdstad van Thracië.

### Afrika
- Een hongersnood treft Noord-Afrika, door droogte worden vele graanoogsten vernietigd. In Numidië komen ca. 500.000 inwoners om het leven.

### China
- Keizer Han Andi wordt tijdens een inspectiereis naar Nanyang ernstig ziek, onderweg naar de hoofdstad Luoyang komt hij te overlijden.
- De markgraaf van Beixiang bestijgt de troon en wordt na een regeerperiode van zeven maanden door een staatsgreep van eunuchen in het paleis vermoord.
- De 10-jarige Han Shundi (125 - 144) wordt als keizer op de troon geplaatst. Keizerin-weduwe Yan regeert als co-regentes over het Chinese Keizerrijk.
- Laatste (4e) jaar van de Yanguang periode van de Han-dynastie.

## Geboren
- Lucius Apuleius Madaurensis, Romeins schrijver (overleden 180)

## Overleden
- Han Andi (31), keizer van het Chinese Keizerrijk
- Publius van Malta, bisschop van Malta